# Luis Peña Sanhueza
Luis Peña es un ex-futbolista chileno, que jugaba como centrocampista. Su último club fue PSM Makassar. Desarrolló su carrera en clubes de su país y de Indonesia.

## Clubes
| Club             | País      | Año       |
| ---------------- | --------- | --------- |
| Huachipato       | Chile     | 1999-2007 |
| Santiago Morning | Chile     | 2008      |
| Lota Schwager    | Chile     | 2008-2009 |
| PSM Makassar     | Indonesia | 2010-2012 |